# خوان کارلوس (زاده ۱۹۸۷)
خوان کارلوس (انگلیسی: Juan Carlos؛ زادهٔ ۲۷ ژوئیهٔ ۱۹۸۷) بازیکن فوتبال اهل اسپانیا است.
از باشگاه‌هایی که در آن بازی کرده‌است می‌توان به باشگاه فوتبال الچه، باشگاه فوتبال آلباسته بالومپیه، و باشگاه فوتبال ویارئال اشاره کرد.